# Відвал

Відва́л — це насип на земляній поверхні із пустих порід, одержуваних при розробці родовищ корисних копалин, хвостів збагачувальних фабрик.

## Опис відвалів

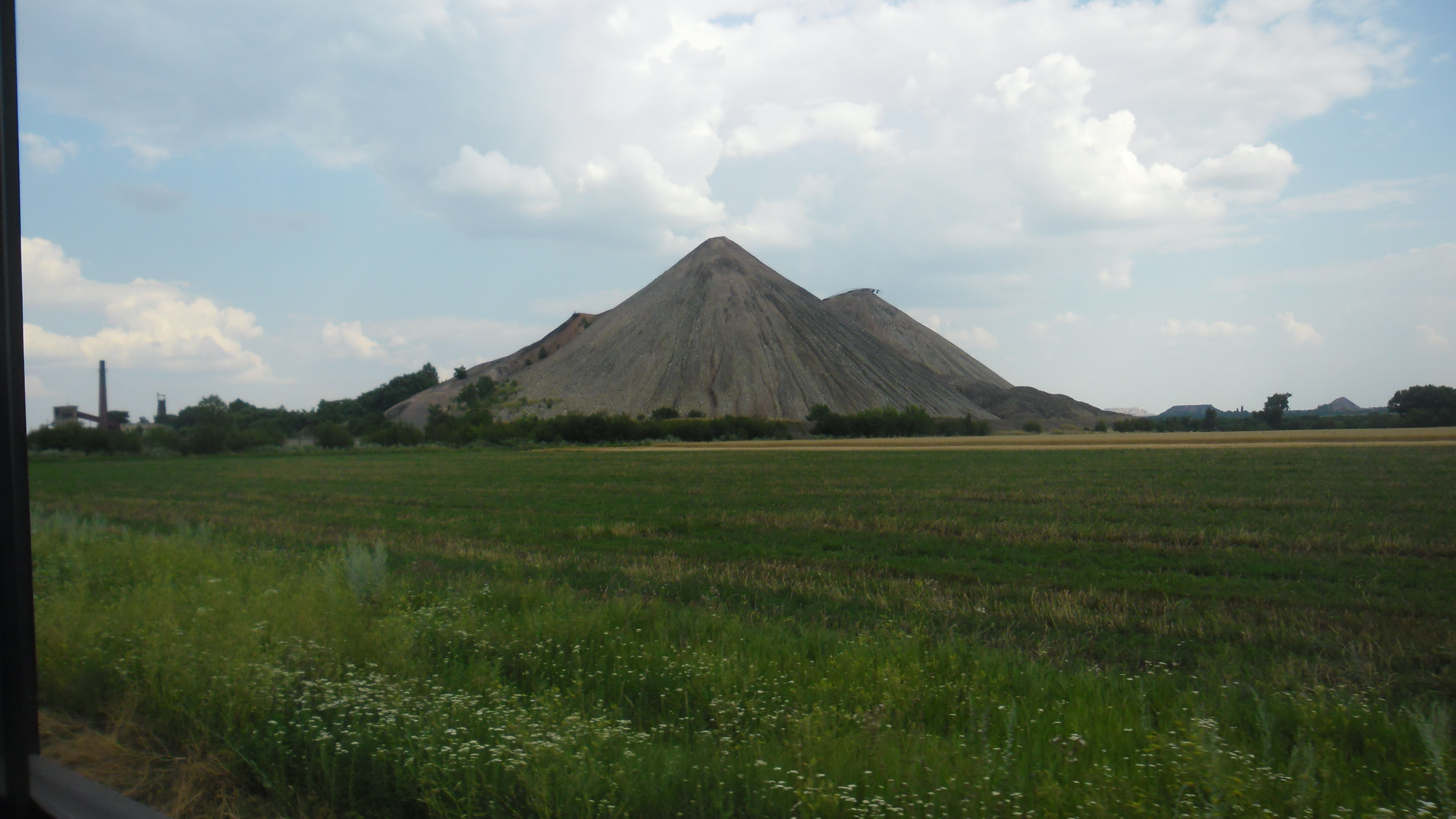
Терикони шахти 1/3 «Новогродівська». Донбас.

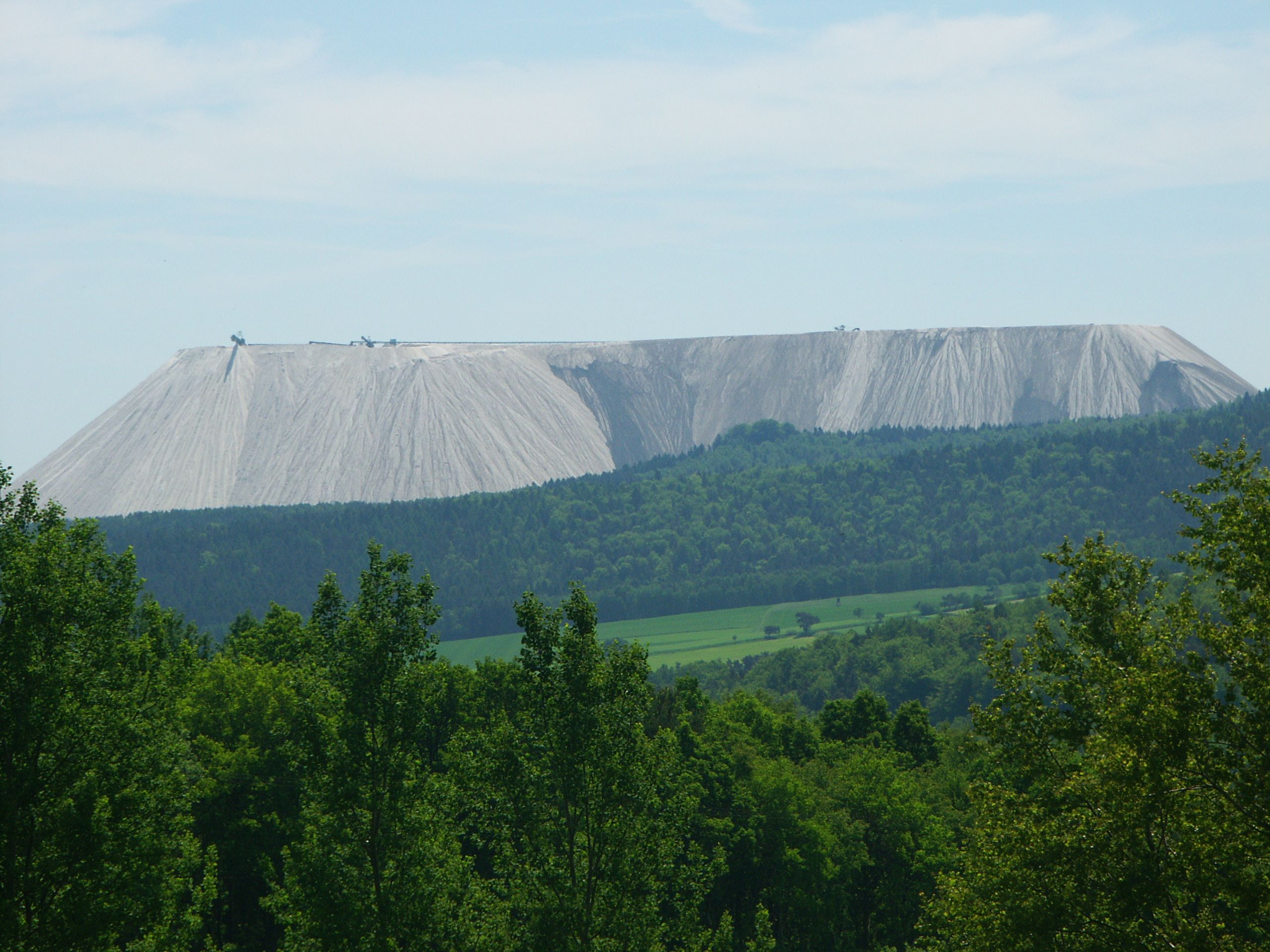
Плаский відвал висотою 200 м.

У світі обсяг утворених відвалів порід і виробничих відходів становить понад 2000 км3. В Україні утворилось 1063 породних відвалів, з яких біля 15-20 % — ті, що горять, при цьому значна частина з них діючі. Вони займають площу 7188 га, де зберігається близько 1,7 млрд.м3 породи. Основна частина відвалів порід (1009) розташована на Донбасі.
Відвал — гірничо-технічна споруда, яка призначена для тимчасового або постійного розміщення розкривних порід, некондиційної мінеральної сировини.

### Класифікація
В залежності від способу укладання розрізняють такі відвали:
- конічні (або терикони) — найчастіше утворюються при відкатці породи рейковим транспортом (в перекидних вагонетках або скіпах) з поступовим нарощуванням колії;

- хребтові — утворюються при вивезенні породи вагонетками підвісної канатної дороги або конвеєрами (стаціонарними чи пересувними), а також відвалоутворювачами розкривних порід;

- пласкі — утворюються при вивезенні відходів (порід) у самоскидах та формуванні штабелю за допомогою бульдозерів.

За місцем розташування виділяють:
- внутрішні — у виробленому просторі кар'єрів

- зовнішні — за межами кар'єру

- комбіновані

У залежності від механізації відвальних робіт, відвали розподіляють на:
- екскаваторні

- бульдозерні

- конвеєрні

- гідравлічні

## Передвідвал
Передвідвал — передовий насип, висота якого менша за висоту основного відвалу. Влаштовується поперед останнього з метою розміщення устаткування, підвищення стійкості відвалу та ін.